# Lander Olaetxea
Lander Olaetxea Ibaibarriaga (* 12. April 1993 in Abadiño) ist ein spanischer Fußballspieler.

## Karriere
Olaetxea begann seine Karriere bei SCD Durango. Zwischen 2012 und 2013 spielte er für Iurretako KT. Im Sommer 2013 kehrte er zu Durango zurück, wo er ab sofort für die Herrenmannschaft in der Tercera División zum Einsatz kam.
Zur Saison 2015/16 wechselte Olaetxea zum Zweitligisten Athletic Bilbao B, der Zweitmannschaft von Athletic Bilbao. Sein Debüt in der Segunda División gab er am zwölften Spieltag der Saison 2015/16 gegen UE Llagostera. Zu Saisonende hatte er neun Einsätze zu Buche stehen. Mit Bilbao B musste jedoch als Tabellenletzter in die Segunda División B absteigen.